# Eschmeyer
Eschmeyer is een monotypisch geslacht van straalvinnige vissen uit de familie van fluweelvissen (Eschmeyeridae).

## Soort
- Eschmeyer nexus Poss & Springer, 1983